# Plavecký Mikuláš
Plavecký Mikuláš (bis 1960 slowakisch „Plavecký Svätý Mikuláš“; deutsch Blasenstein-Sankt Nikolaus, ungarisch Detrekőszentmiklós) ist eine Gemeinde im Okres Malacky innerhalb des Bratislavský kraj in der Slowakei.

## Geographie

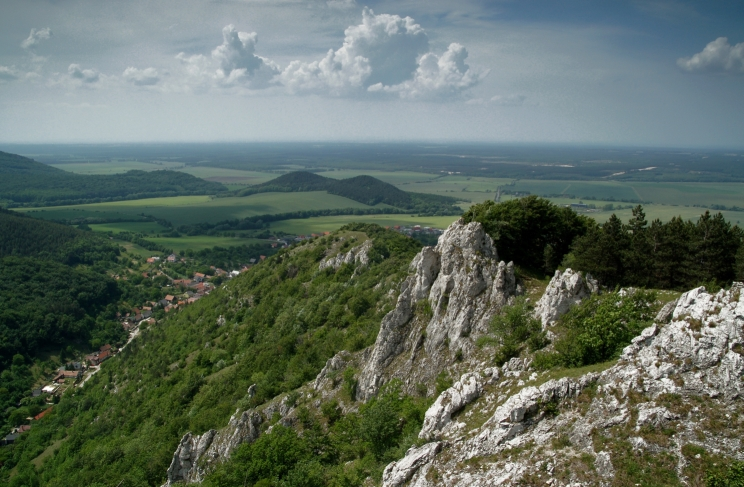
Blick auf den Ort von Naturschutzreservat Kršlenica aus

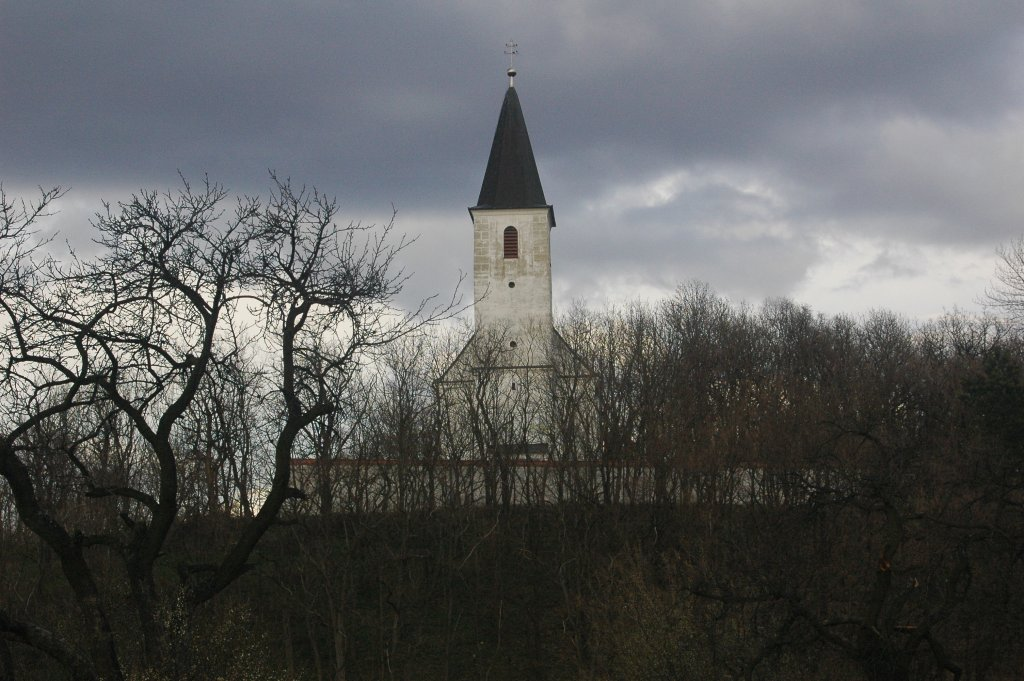
Kirche in Plavecký Mikuláš

Der Ort liegt in der Záhorská nížina (Záhorie-Tiefland) am Westhang der Kleinen Karpaten in der Landschaft Záhorie (deutsch Marchauen) am Bach Starý potok. Er ist 26 Kilometer von Malacky, 27 Kilometer von Senica und 60 Kilometer von Bratislava entfernt.
In den Kleinen Karpaten gibt es das Naturschutzreservat Kršlenica innerhalb des Naturschutzgebietes Kleine Karpaten. Das Reservat wurde errichtet, um Karstlandschaft und seltene Pflanz- und Tierarten zu schützen. Dort befinden sich die Höhlen Deravá skala („Löchriger Fels“), Tmavá skala („Dunkler Fels“) und Čierna skala („Schwarzer Fels“).

## Geschichte
Plavecký Mikuláš wurde 1394 als Zentmiklos, 1444 dann als Sanctus Nicolaus schriftlich erwähnt. Eine Kirche gab es dort bereits 1224, diese ist aber nicht erhalten geblieben.
Bis 1918 lag der Ort im Komitat Pressburg im Königreich Ungarn und kam danach zur neu entstandenen Tschechoslowakei. 1960 wurde der Attribut svätý (= heilig) vom Namen aus politischen Gründen entfernt.

## Bevölkerung
| Jahr                | 1994 | 2004    | 2014    | 2024    |
| ------------------- | ---- | ------- | ------- | ------- |
| Anzahl der Personen | 731  | 719     | 717     | 740     |
| Unterschied         |      | −1,64 % | −0,27 % | +3,20 % |

| Jahr                | 2023 | 2024    |
| ------------------- | ---- | ------- |
| Anzahl der Personen | 729  | 740     |
| Unterschied         |      | +1,50 % |